# Resolutie 1273 Veiligheidsraad Verenigde Naties
Resolutie 1273 van de Veiligheidsraad van de Verenigde Naties werd unaniem door de
VN-Veiligheidsraad aangenomen op 5 november 1999.

## Achtergrond
In 1994 braken in de Democratische Republiek Congo etnische onlusten uit die onder meer werden veroorzaakt door de vluchtelingenstroom uit de buurlanden Rwanda en Burundi. Tijdens de Eerste Congolese Burgeroorlog in 1997 beëindigden rebellen de lange dictatuur van Mobutu en werd Kabila de nieuwe president. In 1998 escaleerde de Tweede Congolese Burgeroorlog toen andere rebellen Kabila probeerden te verjagen. Zij zagen zich gesteund door Rwanda en Oeganda. Toen hij in 2001 omkwam bij een mislukte staatsgreep werd hij opgevolgd door zijn zoon. Onder buitenlandse druk werd afgesproken verkiezingen te houden die plaatsvonden in 2006 en gewonnen werden door Kabila. Intussen zijn nog steeds rebellen actief in het oosten van Congo en blijft de situatie er gespannen.

## Inhoud

### Waarnemingen
In de hoofdsteden van de landen die het staakt-het-vuren hadden ondertekend en die samen een militaire commissie hadden opgericht waren VN-verbindingsofficieren geplaatst. Van alle partijen werd verlangd dat ze meewerkten aan een VN-team dat de omstandigheden en voorbereidingen van volgende VN-operaties in de Democratische Republiek Congo respectievelijk moest inschatten en treffen.

### Handelingen
De Veiligheidsraad verlengde het mandaat van de verbindingsofficieren tot 15 januari 2000. De secretaris-generaal werd gevraagd met regelmaat te blijven rapporteren over de ontwikkelingen.

## Verwante resoluties
- Resolutie 1234 Veiligheidsraad Verenigde Naties
- Resolutie 1258 Veiligheidsraad Verenigde Naties
- Resolutie 1279 Veiligheidsraad Verenigde Naties
- Resolutie 1291 Veiligheidsraad Verenigde Naties (2000)

Lijst ·  1220 ·  1221 ·  1222 ·  1223 ·  1224 ·  1225 ·  1226 ·  1227 ·  1228 ·  1229 ·  1230 ·  1231 ·  1232 ·  1233 ·  1234 ·  1235 ·  1236 ·  1237 ·  1238 ·  1239 ·  1240 ·  1241 ·  1242 ·  1243 ·  1244 ·  1245 ·  1246 ·  1247 ·  1248 ·  1249 ·  1250 ·  1251 ·  1252 ·  1253 ·  1254 ·  1255 ·  1256 ·  1257 ·  1258 ·  1259 ·  1260 ·  1261 ·  1262 ·  1263 ·  1264 ·  1265 ·  1266 ·  1267 ·  1268 ·  1269 ·  1270 ·  1271 ·  1272 ·  1273 ·  1274 ·  1275 ·  1276 ·  1277 ·  1278 ·  1279 ·  1280 ·  1281 ·  1282 ·  1283 ·  1284